# Korytania

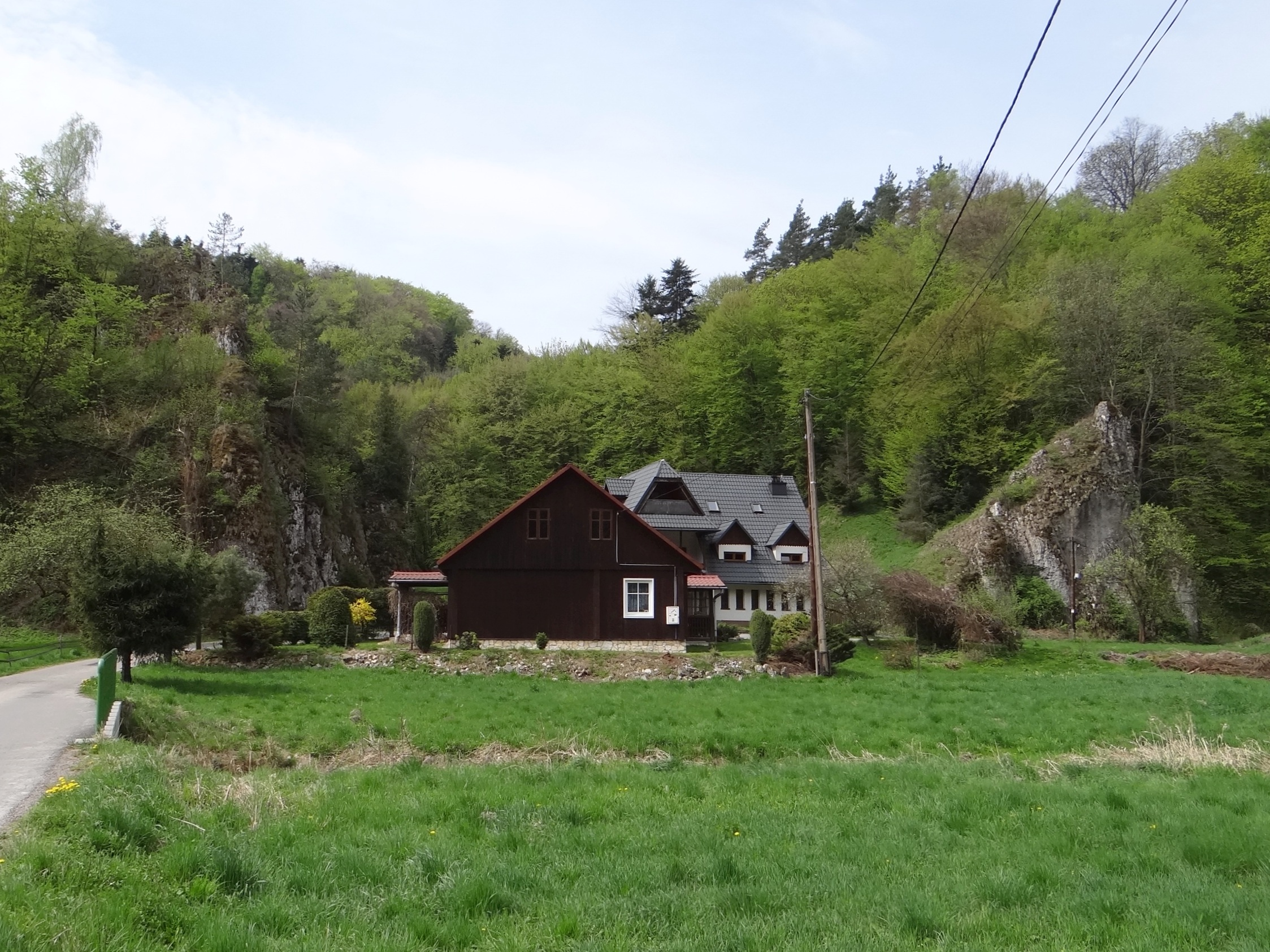
Wylot wąwozu

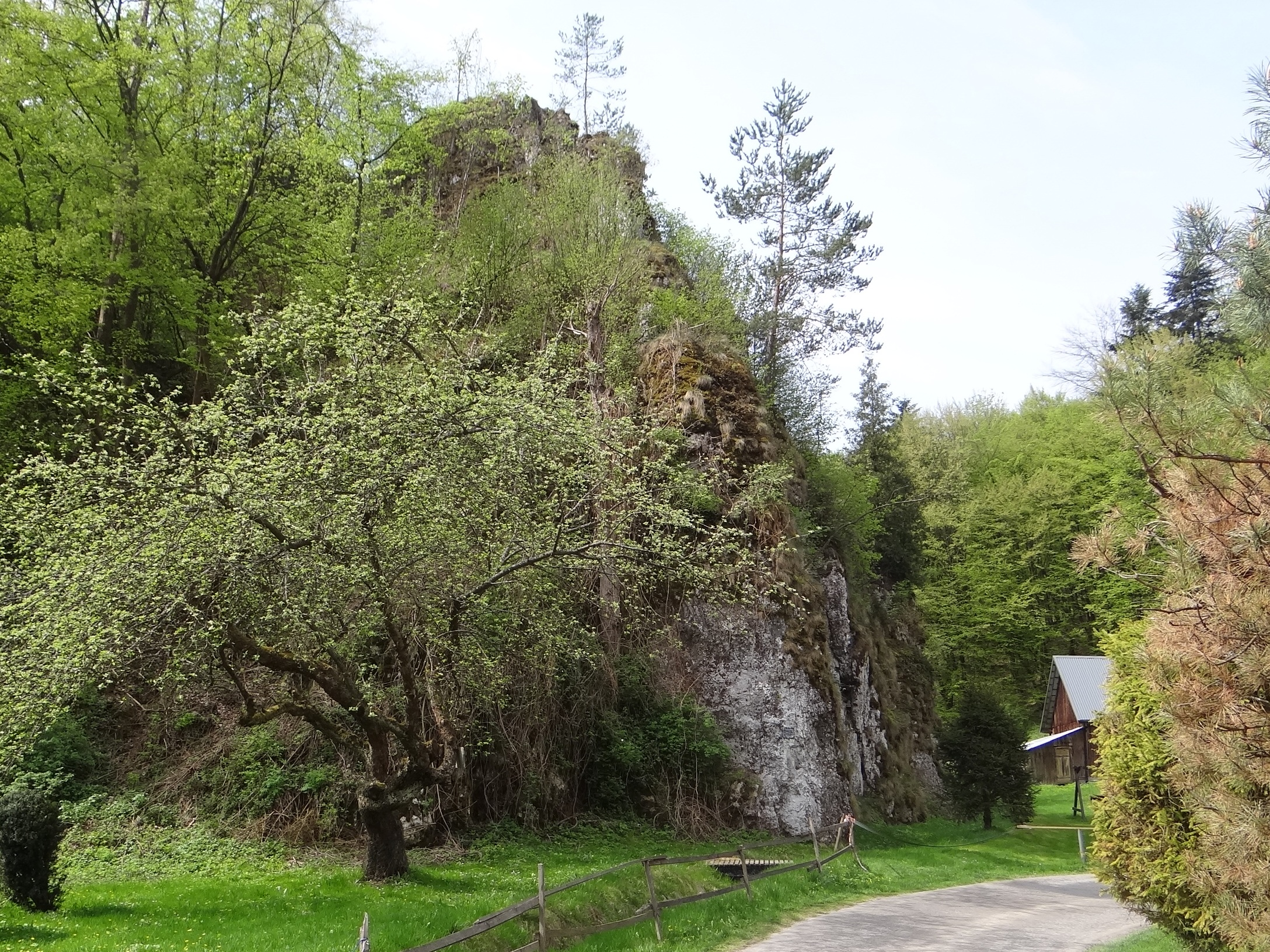
Skała Sobótka i wylot wąwozu

Korytania – wąwóz w prawych zboczach Doliny Prądnika w Ojcowskim Parku Narodowym (OPN). Jest bocznym odgałęzieniem Doliny Prądnika. Ma wylot naprzeciwko wylotu Wąwozu Smardzowickiego. Wylot wąwozu Korytania to typowa skalna brama. Tworzą ją skała Sobótka (w orograficznie prawych zboczach wąwozu) i Koźniowa (w lewych zboczach). W wylocie doliny znajduje się dom. 
Przypuszcza się, że nazwa wąwozu pochodzi od nazwiska rodu Korycińskich – starostów ojcowskich, lub od kształtu wąwozu, przypominającego koryto.
Porośnięty lasem wąwóz ma długość około 1,5 km. W dolnej części wąwozu jest to grąd, w środkowej i górnej żyzna buczyna karpacka. Zbocza w wielu miejscach są skaliste. Oprócz bramy skalnej przy wylocie wąwozu, są jeszcze 4 mniejsze bramki w samym wąwozie. Za jedną z tych bramek znany aktor Ludwik Solski projektował utworzenie dla kuracjuszy Ojcowa teatru na łonie natury. Projektu nie zrealizowano. W zbudowanym z wapieni jurajskich wąwozie są także inne formy działalności krasowej, m.in. jaskinia Potrójna i kilka schronisk. Potrójna była zamieszkiwana przez ludzi prehistorycznych, w jej namulisku archeolodzy znaleźli  bowiem liczne kości zwierzęce i szkielety dwóch ludzi, a także wytwarzane przez nich narzędzia z krzemienia łupanego, tzw. eolity. Były to pierwsze w Polsce znaleziska eolitów. Rozpoznano wśród nich odłupki termiczne, odłupki termiczne negatywowe, fragmenty z naturalnym retuszem, odłupki przemysłowe, odpadki termiczne negatywowe oraz fragmenty określone jako podobne do prymitywnego pięściaka.  
Wąwóz Korytania  charakteryzuje się dzikością. Czasami nazywany bywa Straszydłem. Z rzadkich roślin rośnie tutaj m.in. obuwik pospolity. Karol Wróblewski, jeden z przewodników ojcowskich tak o wąwozie Korytania pisał w 1900 r.: W powietrzu unosi się jakaś tajemniczość, jakieś tchnienie, jakby tu był pobyt duchów nie z tego świata. Cisza tu niczem niezmącona. 
Wąwóz Korytania to jedno z najbardziej cennych przyrodniczo miejsc OPN i prawie w całości obszar ochrony ścisłej tego parku. Jego dnem prowadzi nieznakowana ścieżka wychodząca na wierzchowinę Wyżyny Olkuskiej w należących do miejscowości Biały Kościół przysiółkach Iwina i Murownia. Wejście do wąwozu wymaga jednak zgody dyrekcji OPN.